# Armee-Abteilung von Lüttwitz
De Armee-Abteilung von Lüttwitz was een kortstondige Duitse Armee-Abteilung van de Wehrmacht tijdens de Tweede Wereldoorlog en genoemd naar haar commandant, General der Panzertruppe Heinrich von Lüttwitz. De Armee-Abteilung werd gecreëerd om het gehele noordfront van de Ruhrkessel onder een bevel te plaatsten. Maar al op 14 april werd de sector van de Armee-Abteilung in  tweeën gesplitst en twee dagen later was het al over.

## Krijgsgeschiedenis

### Oprichting
Armee-Abteilung von Lüttwitz werd gevormd op 6 april 1945 door omdopen van het 47e Pantserkorps.

### Inzet

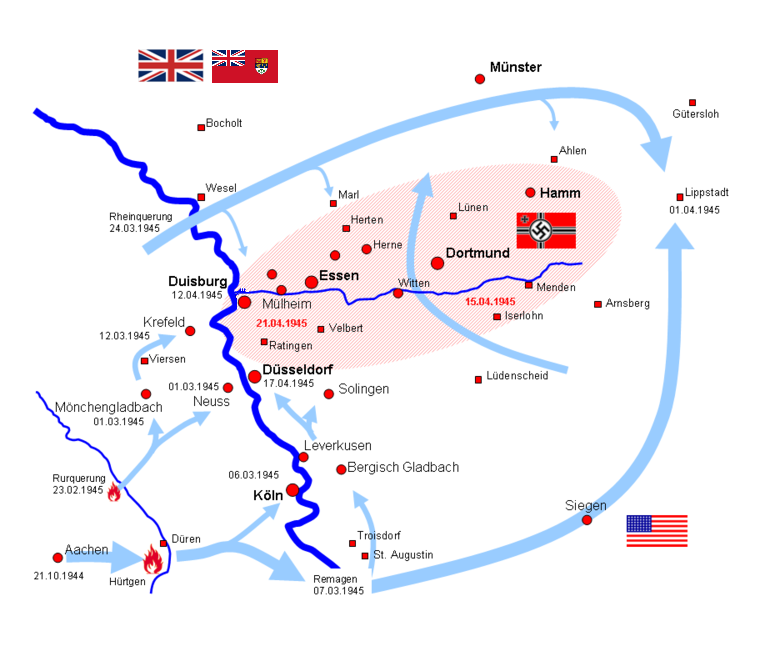
De Ruhrkessel

De Armee-Abteilung kreeg het bevel over de 53e en 63e Legerkorpsen en het gehele noordfront van de Ruhrkessel. Dit front liep op dat moment van de Rijn bij Duisburg, langs de Ruhr tot Witten, vandaar inclusief Dortmund en dan oostelijk tot Wickede aan de Ruhr. De tegenstander was het Amerikaanse 9e Leger. De Armee-Abteilung kon weinig meer dan meegeven aan de Amerikaanse druk en moest voortdurend terugwijken.
Op 12 april beschikte de Armee-Abteilung over de volgende eenheden:
- 53e Legerkorps
  - 116e Pantserdivisie
  - 22e Flak-Divisie
  - 190e Infanteriedivisie
  - 180e Infanteriedivisie
  - Kampfgruppe von Deichmann
- 63e Legerkorps
  - 2e divisie Fallschirmjäger
  - Staf Infanteriedivisie “Hamburg”

Op 14 april werd de pocket door de Amerikaanse 75e Infanteriedivisie (uit het noorden) en de 8e Infanteriedivisie (uit het zuiden) doormidden “geknipt”. Daarmee werd ook de sector van de Armee-Abteilung in tweeën verdeeld. Maar tegen deze tijd was er van veel tegenstand geen sprake meer en de Duitse soldaten gave zich en masse over. Twee dagen later was de oorlog voorbij voor de Armee-Abteilung.

### Einde
De Armee-Abteilung von Lüttwitz capituleerde op 16 april 1945 in de Ruhrkessel.

## Bovenliggende bevelslagen
| Legergroep     | Plaats/regio | Begin        | Eind          |
| -------------- | ------------ | ------------ | ------------- |
| Heeresgruppe B | Ruhrgebied   | 6 april 1945 | 16 april 1945 |

## Commandanten
| Rang                     | Naam                  | Begin        | Eind          |
| ------------------------ | --------------------- | ------------ | ------------- |
| General der Panzertruppe | Heinrich von Lüttwitz | 6 april 1945 | 16 april 1945 |